# Melt-blown

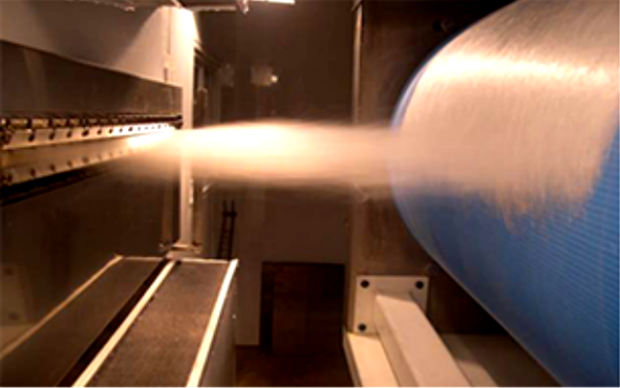
Stroj k výrobě meltblown-textilií : Přenášení vláken od hubice na sběrný buben

Melt-blown je technologie výroby netkaných textilií rozfukováním taveniny.
Technologie byla vynalezena v 50. letech 20. století, za začátek komerčního využití se udává rok 1974.

## Surovina
Technologií meltblown se nejčastěji zpracovávají polypropylenové, polyethylenové a polyamidové nízkomolekulární polymery s indexem toku 30 – 1500, které se zvlákňují na jemnosti 2-4 µm.

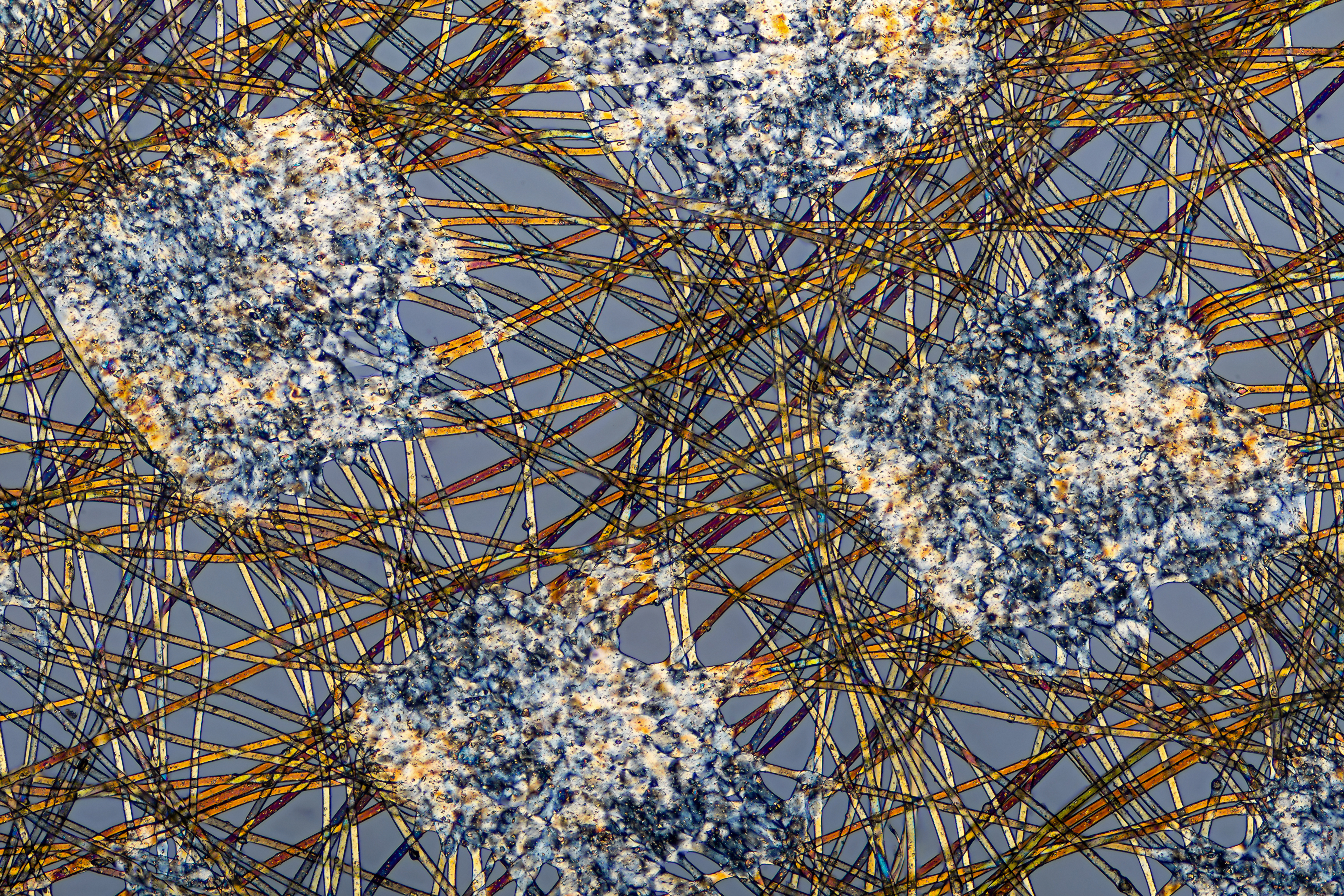
Mikroskopický snímek vrstvy meltblownu (na filtru ochranné masky)

## Výrobní proces
Výrobní proces sestává z operací: tavení polymeru a doprava k výtlačné hubici – strhávání taveniny proudem vzduchu, formování jednotlivých vláken a chlazení – formování ploché vrstvy vláken na sběrném bubnu –pojení (příp. s pomocí kalandrů) - navíjení. Celý proces probíhá v jednom nepřetržitém sledu.
Hubice je opatřena několika sty otvory (až 4000/m) rozmístěnými po celé pracovní šířce výrobního zařízení. Z každého otvoru vychází polymerní materiál rychlostí cca 1 g/min, proud vzduchu o teplotě až 400 °C dosahuje rychlosti do 500 m/s. Vlákna se proudem vzduchu postupně prodlužují a při určité délce odtrhují. Vznikající plošná textilie dosahuje hmotnosti mezi 5 a 500 g/m2.
Např. výrobní kapacita stroje s provozní rychlostí 1200 m/min (prac. šířka 5200 mm) se udává s 3200 t/rok.

## Vlastnosti meltblown textilií
Meltblown produkty mají vynikající filtrační, sorpční a izolační schopnosti, hladký povrch, poréznost 75-95 %, tržnou pevnost 70 g, tažnou pevnost 1,4 N/cm2 (např. spunbond = minimum 15 N/cm2), nízkou pevnost v oděru a v ohýbání.

## Použití meltblown textilií
Filtrační materiál představuje nejrozsáhlejší skupinu finálních výrobků. V roce 2017 se počítá s celosvětovou produkcí cca 570 000 tun, z toho filtry na kapaliny 300, vzduchové filtry 170, filtry pro automobily 50 a speciální filtry 50 tisíc tun. Asi 2/3 z nich se vyrábí na bázi polypropylenu, filtrační účinnost dosahuje 95-99 %.
Velká část filtrů se vyrábí z kompozitů složených z vrstev vzniklých technologiemi spunbondu a meltblownu. Na speciálních strojích jsou umístěna zvlákňovací zařízení obou systému tak, že se na sběrném bubnu nad sebou kladou obvykle vnější vrstvy ze spunbondu a vnitřní část z meltblownu. Spojení vrstev se zpevňuje tlakem horkých kalandrů. Známé jsou kompozity SMS (spunbond/meltblown/spunbond), SMMS, SMSM aj.
Sorbentní textilie vyráběné meltblownem se používají především k odstraňování ropných látek znečišťujících mořskou vodu. Rohožky a hadice (většinou z polypropylenu) zachycují až 25násobné množství škodlivin v poměru k vlastní váze a jsou tak ekonomicky nejvýhodnější prostředek.
Meltblown textilie se používají i jako izolace; obvykle se rozlišují izolace tepelné (na oděvy), akustické (na auta) a elektroizolace (na baterie a kabely). 

## Meltblown textilie z nanovláken
Pokusná zařízení pracují (v roce 2015) se zvlákňovacími hubicemi až se 40 otvory na centimetr, velikosti otvorů jsou 50-1000 nm (průměrně 400-600 nm), rychlost navíjení hotové textilie dosahuje nejméně 100 m/min. Výsledná textilie obsahuje např. vlákna o průměru 0,25-0,95 µm (asi 20 % z nich má průměr 0,35 µm).
Jako surovina se dají zpracovávat všechny materiály běžně používané pro standardní meltblown.
Technologie meltblown by v budoucnu mohla nahradit elektrostatické zvlákňování, kterým se vyrábějí nanotextilie zejména pro medicínské účely. Pokusy ukazují, že meltblown může být mnohem produktivnější než elektrostatika, která má nevýhodu také v tom, že rozpouštědla používaná při výrobě mohou být toxická a výrobky se nedají tvarovat trojdimenzionálně.